# Memento mori

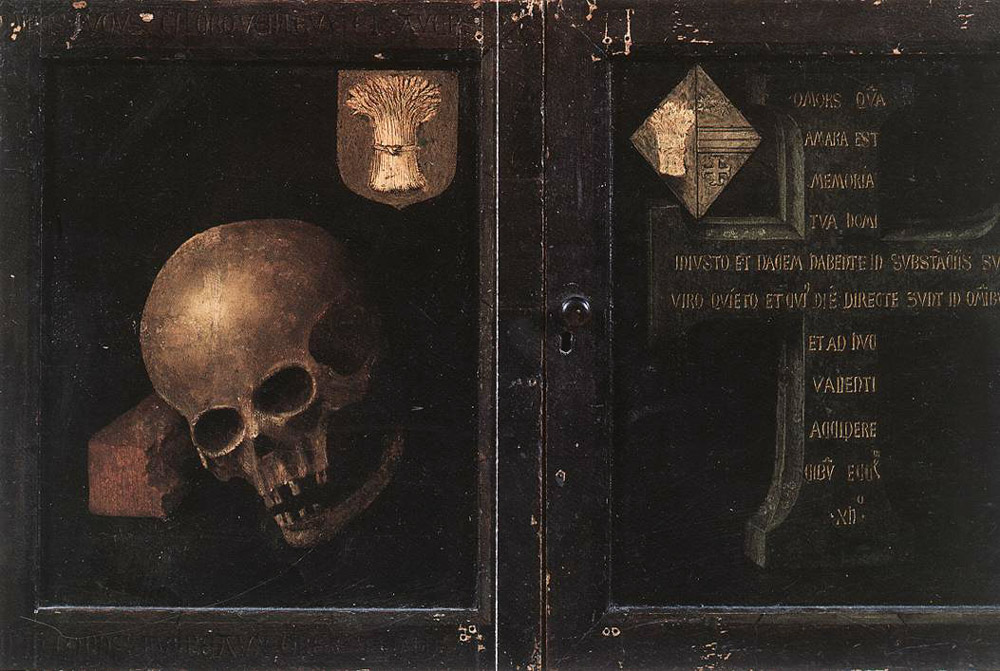
Rogier van der Weyden's Braque triptichon (cca. 1452) című művének részlete, melyen egy mecénás koponyája látható, mint memento mori.

A memento mori (latin; „emlékezzél a halálra”) a középkori kereszténység egyik jelmondata, mely a halál elkerülhetetlen voltára figyelmeztet, aminek segítségével az életben történteket lehet értékelni. A művészetben is gyakran megjelenő motívum; a 16. és 17. században népszerűek voltak a memento mori tematikájú ékszerek, melyeket koponyák, csontok, koporsók díszítettek és üzeneteket is véstek rájuk.